# Lovci orchidejí
Lovci orchidejí (1920-1922) je dobrodružná románová trilogie českého spisovatele Františka Flose napsaná podle zážitků Jana Satrapy, zámeckého zahradníka v Červených Pečkách.
Jednotlivé díly trilogie mají tyto názvy:
- Lovci orchidejí (1920),
- V pralesích Ecuadoru (1921),
- Pod sluncem rovníkovým (1922).

## Hlavní postavy
- František Doležal: "Strýc" František, je to český zahradník a botanik, působící v Londýně, kde se stará o skleníky s orchidejemi u jistého lorda. Je to velmi hodný, rozvážný muž, nadšený botanik a český vlastenec.

- Jan Sartapa: "Jeník", synovec pana Doležala, na počátku trilogie patnáctiletý chlapec, který utekl z domova, aby se mohl se strýcem vypravit do Mexika. Je synem českého krejčího ze Lhotky u Chrudimi, který odešel za lepším výdělkem do Anglie.

- Václav Veverka: Mladší kolega pana Doležala, zahradník a nadšený lovec. Vystupuje pouze v prvním díle trilogie. Později se oženil s Jeníkovou sestrou Terezou.

- Diego: Indiánský sirotek z Yucatánu, potomek Mayů. V prvním díle vystupuje jako malý chlapec, kterého zachránil pan Doležal a vzal jej s sebou do Anglie. Později ho pan Doležal adoptoval.

- Ernest Loupáček: "Mistr Loupáček", český Němec, rodák z Liberce, s nímž se v druhém díle pan Doležal, Jeník a Diego setkali v Bogotě. Je to trpaslík, bývalý herec a klaun, který má velký talent pro jazyky, skvěle vaří a miluje zvířata. Do doby, než ho postříkal skunk, nosil podivný oděv připomínající obvazy mumie. Vystupuje pouze v druhém a třetím díle trilogie.

## Podrobný děj

### Díl I. Lovci orchidejí
Děj začíná roku 1890, kdy se František Doležal s Václavem Veverkou vydávají do Střední Ameriky na výpravu za orchidejemi, po nichž byla v Evropě koncem 19. století velká poptávka. Na loď s nimi tajně nastoupí také Jeník, který utekl z domova, aby se mohl také zúčastnit expedice. Z mexického poloostrova Yucatánu cestují přes pralesy Guatemaly, Belize a Kostariky, kde je pan Doležal těžce zraněn v přestřelce s bandity.
Příběh sleduje Jeníkovo dospívání. Chlapec se, i přes strýčkovo varování, těšil na zábavný výlet. V Mexiku však brzy však zjistí, že vydat se pro orchideje, neznamená jen je nasbírat, ale že jde v pravém slova smyslu o „lov“. Další postavou je indiánský sirotek Diego, kterého pan Doležal adoptuje.

### Díl II. V pralesích Ecuadoru
Druhý díl trilogie se odehrává po osmi letech na území Kolumbie a Ekvádoru. Na počátku knihy strýc František s Diegem a Janem pomohou záhadnému muži, z něhož se vyklube místní revolucionář. Tak se nechtěně zapletou do revoluce a co nejrychleji se snaží dostat pralesem na území Ekvádoru. kde se setkají s indiány Arawaky a Chívary, ale i s bandity. Postaví si zde dům a mohou se naplno věnovat sběru orchidejí. Před odjezdem do Evropy zachrání indiánskou dívenku Li-lu, kterou jim na konci knihy svěří umírající náčelník. Po návratu do Kolumbie se dozví, že zde proběhla revoluce a jejich známý Carlos se stal ministerským předsedou. V této knize už nevystupuje Václav Veverka, objevuje se zde však nová postava - Mistr Loupáček. Tento bývalý herec a cirkusový klaun trpasličího vzrůstu skvěle rozumí zvířatům a vtipně komentuje každou situaci. Osvědčí se jako kuchař, zálesák a léčitel. Ochočí si dvě mláďata mývalů a vodního ptáka čáju, které později přiveze do Evropy.

### Díl III. Pod sluncem rovníkovým
Děj třetího dílu se odehrává po dalších třech letech na Borneu, kam byl strýc František pozván svým přítelem, anglickým plantážníkem Samem Smithem. Po příjezdu vyjde najevo, že plantážník byl i se svou rodinou unesen divokými Dajáky. Mistr Loupáček si opět ochočí různá zvířata, například kančila, mládě medvěda malajského a binturonga. S pomocí plantážníkova sluhy Boniho, rovněž Dajáka, se hrdinům podaří proniknout mezi domorodce. Zde vyjde najevo, že Angličana a jeho rodinu unesl krutý náčelník horských Dajaků Besar Penghantar. Posléze do jeho zajetí upadne i strýc František a ostatní hrdinové. Mají být popraveni, ale mistr Loupáček svým eskamotérským uměním Dajaky přesvědčí, že jsou pod ochranou duchů. Dojde k bitvě mezi dajackými kmeny, Besar Penghantar je zabit a zajatci osvobozeni.

## Význam knihy
Přestože František Flos nikdy nebyl za hranicemi své vlasti, dokázal na základě vyprávění a s pomocí odborné literatury vytvořit ve svém díle věrohodný obraz zámořských zemí, který spojil s barvitým a dramatickým dějem obsahujícím kromě napětí i mnoho faktů a informací. Autor zde seznamuje mladé čtenáře, jimž je trilogie určena, s přírodou i kulturou obyvatel tropických oblastí.
Na rozdíl od mnoha jiných dobrodružných románů není v Lovcích orchidejí příliš zdůrazňována výchovná stránka. Hrdinové jsou čeští, touží po poznání, pomáhají domorodcům, ale působí celkově realisticky. Přízeň čtenářů si jistě získá hlavně roztomilý a zábavný mistr Loupáček.